# Kyūjitai
Kyūjitai (escrito con Shinjitai: 旧字体; escrito con Kyūjitai: 舊字體; literalmente "forma de viejos caracteres") es la forma tradicional del kanji japonés usado antes de 1946. La contraparte reformada del Kyūjitai es el Shinjitai, y que equivale a los caracteres del chino tradicional. Antes de la promulgación de la lista tōyō kanji, el Kyūjitai era conocido como seiji (正字?  , literalmente "caracteres correctos/propios) o seijitai. A pesar de que fueron obsoletos después de la promulgación del tōyō kanji, los caracteres Kyūjitai fueron impresos hasta la década de 1950 debido al cambio de las máquinas de escribir a nuevos modelos. A diferencia del chino simplificado donde todos los nombres personales son caracteres simplificados, el Kyūjitai aún es tolerado en nombres personales japoneses (ver jinmeiyō kanji). Bajo este principio, la escritura de nombres de figuras históricas en Kyūjitai y Shinjitai pueden ser intercambiables en el japonés moderno.